# Limenarchis pullata
Limenarchis pullata är en fjärilsart som beskrevs av Bradley 1961. Limenarchis pullata ingår i släktet Limenarchis och familjen stävmalar. Inga underarter finns listade i Catalogue of Life.